# Rasa de Garrigó
La Rasa de Garrigó és un torrent que aboca les seves aigües al Cardener per la seva riba esquerra a 461 msnm i a uns 150 metres aigües avall del pont del Molí de Canet. El seu curs transcorre íntegrament pel terme municipal de Clariana de Cardener, al Solsonès.

## Xarxa hidrogràfica
La xarxa hidrogràfica de la Rasa de Garrigó està integrada per 2 cursos fluvials que sumen una longitud total de 1.492 m.